# Trattato di Tarawa
Il trattato di Tarawa è un accordo diplomatico firmato il 20 settembre 1979 dai rappresentanti di Stati Uniti e Kiribati; il nome ufficiale è Treaty of Friendship between the United States of America and the Republic of Kiribati (trattato di amicizia tra gli Stati Uniti d'America e la Repubblica delle Kiribati).

## Contesto storico
La Repubblica delle Kiribati dichiarò la propria indipendenza il 12 luglio 1979 cessando così di essere un possedimento del Regno Unito (ex colonia delle Isole Gilbert ed Ellice), il trattato di Tarawa sancì il riconoscimento del suo status di paese sovrano da parte degli Stati Uniti e definì il suo possesso di alcune isole precedentemente rivendicate da parte americana.
Il trattato fu firmato da Ieremia Tabai per Kiribati, primo presidente della neonata nazione, e da William Bodde Jr. per gli USA, questi sarebbe poi diventato l'ambasciatore americano alle Kiribati a partire dal 1980 (seppur residente a Suva poiché referente diplomatico statunitense anche per Figi, Tonga e Tuvalu).
Da parte americana, il trattato fu siglato sotto la presidenza di Jimmy Carter ma fu il suo successore Ronald Reagan a firmarne la ratifica ufficiale a conclusione dell'iter legislativo il 16 agosto 1983; Kiribati da parte sua ratificò ufficialmente il trattato il 20 settembre 1983. Il documento entrò in vigore a tutti gli effetti a partire dal 23 settembre 1983 data in cui le rispettive ratifiche vennero scambiate a Suva.

## Il trattato
Il documento si divideva in un preambolo, sette articoli ed una nota. 
La prima parte definiva il riconoscimento della sovranità della Repubblica delle Kiribati e della sua entità territoriale, in particolare sanciva la rinuncia da parte statunitense a qualsiasi rivendicazione sulle isole: Canton, Enderbury, Hull (Orona), Birnie, Gardner (Nikumaroro), Phoenix (Rawaki), Sydney (Manra), McKean, Christmas (Kiritimati), Caroline, Starbuck, Malden, Flint e Vostok (art. I). 
I due governi si impegnavano anche a consultarsi in caso di utilizzo militare delle isole menzionate e delle strutture esistenti su di esse (art. II, III & VI), cooperare in materia di pesca (art. IV) e ricerca scientifica (art. V).
Il trattato prevedeva una durata di dieci anni a partire dall'entrata in vigore con la sola esclusione dell'articolo I, quello che attestava la sovranità territoriale delle Kiribati, che non era soggetto a scadenza (art. VII). 
La nota finale prevedeva una clausola che garantiva l'accesso alle zone di pesca alle navi battenti bandiera statunitense e delle Samoa Americane.